# Georg von Helmolt
Georg Wilhelm von Helmolt (* 9. Oktober 1876 in Römerhof bei Frankfurt am Main; † 11. September 1946 in Dortelweil) war ein deutscher Jurist und Parlamentarier im Volksstaat Hessen.

## Leben
Georg von Helmolt, der evangelischer Konfession war, war der Sohn des Gutsbesitzers Otto von Helmolt (1849–1896) und dessen Frau Berta geb. Geyger. 
Er studierte an der Kaiser-Wilhelms-Universität Straßburg Rechtswissenschaft und wurde 1896 im Corps Palatia Straßburg aktiv. Als Inaktiver wechselte er an die Hessische Ludwigs-Universität. Nach dem Referendarexamen wurde er zum Dr. iur. promoviert. 1904 wurde er Regierungsassessor in Büdingen, 1907 Rechtsanwalt in Friedberg (Hessen). Dort heiratete er am 17. Februar 1908 Luise geb. Bausch.
Als Politiker engagierte er sich im Hessischen Bauernbund und ehemaliger Abgeordneter der 2. Kammer der Landstände des Großherzogtums Hessen sowie des Landtags des Volksstaates Hessen in der Weimarer Republik. Kommunalpolitisch war er als Kreisausschussmitglied im Landkreis Friedberg (Hessen) tätig. In der 35. und 36. Wahlperiode (1911–1918) war Georg von Helmolt Abgeordneter der zweiten Kammer der Landstände des Großherzogtums Hessen. In den Landständen vertrat er den Wahlbezirk Oberhessen 1/Rodheim-Ober-Rosbach. Er war Mitglied des hessischen Bauernbundes / Landbundes.